# Parataxe
La parataxe (du grec ancien παράταξις / parátaxis, « action de ranger une armée en bataille ») est un mode de construction par juxtaposition de phrases ou de mots dans lequel aucun mot de liaison n’explicite les rapports syntaxiques de subordination ou de coordination qu’entretiennent les phrases ou les mots. Elle est opposée à l’hypotaxe où des prépositions et des conjonctions assurent l’enchaînement logique des phrases.
À l'échelle d'un texte, la parataxe peut également s'étendre à l'absence de signes de ponctuation, qui est une pratique courante dans les curriculum vitae (absence d'un deux-points précédant le début d'une liste, absence de point-virgule à la fin des items de liste, absence de point en fin de paragraphe (les paragraphes des CV sont généralement réduits à une phrase) et à la fin des derniers items de listes, etc.). Les rapports syntaxiques entre les éléments de type paragraphe des CV sont alors définis par leur proximité spatiale, leurs retraits à gauche et leurs mises en forme.
Quand la parataxe de phrases prédomine, on parle de style coupé.
Quand la parataxe de mots prédomine, on parle de style télégraphique.
La parataxe de mots est un phénomène linguistique d'apparition relativement récente en français (fin du XXe siècle). On en observe la progression dans des formules comme « relation clients » au lieu de « relation avec les clients » ; ou « exemplaire papier » au lieu de « exemplaire sur papier » ; ou encore « accident voyageur » (pour « accident survenu à un voyageur ») au lieu de « voyageur accidenté », « voyageur blessé ».
Au XXe siècle, la parataxe de phrases comme figure de style se répand avec l’emploi croissant du calque de la langue parlée en littérature, ce qui permet de rendre l’idée de l’instantanéité, de l’immédiateté, ou de l’excès pour exprimer actions et réactions violentes. Parfois, l’omission et l’ellipse portent même sur des éléments morphologiques (comme le pronom personnel).

## Exemples

### Parataxe de phrases
- « Les bonnes fondent sur moi ; je leur échappe ; je cours me barricader dans la cave de la maison. » (François-René de Chateaubriand, Mémoires d'outre-tombe, livre I, chapitre 5).
- « J’ai pris l’autobus à 2 heures. Il faisait très chaud. J’ai mangé au restaurant, chez Céleste, comme d’habitude. » (Albert Camus, L'Étranger, première partie, chapitre 1).
- « Ne me quitte pas, il faut oublier, tout peut s'oublier, qui s'enfuit déjà... » (Jacques Brel)
- « J'aimais éperdument la comtesse de ...; j'avais vingt ans, et j'étais ingénu ; elle me trompa, je me fâchai, elle me quitta. J'étais ingénu, je la regrettai ; j'avais vingt ans, elle me pardonna : et comme j'avais vingt ans, que j'étais ingénu, toujours trompé, mais plus quitté, je me croyais l'amant le mieux aimé, partant le plus heureux des hommes. » (Vivant Denon, incipit de Point de lendemain, version de 1812)

### Parataxes de mots
- « 2 000 euros d’avantages client » (Renault)
- « L’administration Clinton » (AFP)
- « Une poutre béton », « un bac acier », « la filière bois » pour respectivement « une poutre en béton », « un bac en acier » et « la filière du bois » (Le Moniteur)
- « Jeu(x) vidéo » pour « jeu(x) faisant usage de la vidéo »

#### Étude littéraire
- Theodor W. Adorno, Parataxe in : Hölderlin, Hymnes, élégies et autres poèmes, introduction par Philippe Lacoue-Labarthe, Paris : GF Flammarion, 1983, où Adorno étudie les textes d'Hölderlin sous l'angle de la parataxe.

#### Étude linguistique
- Lucien Tesnière, Éléments de syntaxe structurale, Klincksieck, Paris 1988. Préface de Jean Fourquet, professeur à la Sorbonne. Deuxième édition revue et corrigée, cinquième tirage.  (ISBN 2-252-02620-0)